# Chain O’ Lakes
Chain O’ Lakes – jednostka osadnicza w Stanach Zjednoczonych, w stanie Wisconsin, w hrabstwie Waupaca.